# Đảng Công Nông Việt Nam
Đảng Công Nông Việt Nam là một chính đảng hoạt động tại Việt Nam Cộng hòa giai đoạn 1969 - 1975.

## Lịch sử

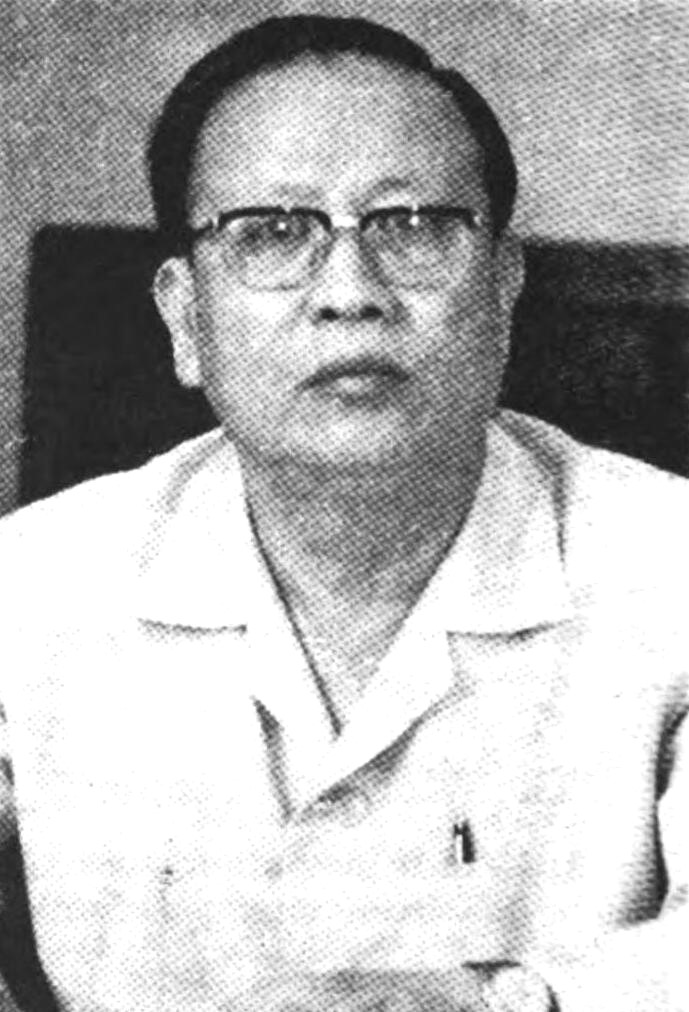
Trần Quốc Bửu

Cuối năm 1967, sau khi nền Đệ Nhị Cộng hòa thành lập, ông Nguyễn Bá Cẩn liên kết với nghị sĩ Đặng Văn Sung thuộc Liên danh Nông Công Binh tại Thượng viện để thành lập Liên khối Dân chủ Xã hội Lưỡng viện. Đến năm 1969, khối này liên kết với ông Trần Quốc Bửu - Chủ tịch Tổng liên đoàn Lao công Việt Nam - để thành lập Đảng Công Nông Việt Nam. Ông Trần Quốc Bửu được bầu làm Chủ tịch Đảng, ông Nguyễn Bá Cẩn giữ chức Tổng Bí thư.
Sau sự kiện 30 tháng 4 năm 1975, cùng với nhiều tổ chức chính trị khác tại Sài Gòn, Đảng Công Nông Việt Nam giải thể.

### Các nhân vật tiêu biểu
- Trần Quốc Bửu: Chủ tịch Đảng.
- Nguyễn Bá Cẩn: Tổng Bí thư Đảng.
- Đặng Văn Sung